# فيرنر موميرت
فيرنر موميرت (31 مارس 1897 - 28 يناير 1950) جنرالًا في فيرماخت الألماني خلال الحرب العالمية الثانية التي تولى قيادة فرقة بانزر في ميونيخ. لقد كانو من قدامى المحاربين في الحرب العالمية الأولى، كما حصل على وسام الفارس الصليبي الحديدي مع أوراق البلوط والسيوف. استسلم موميرت للسوفيت في مايو 1945 وتوفي في معسكر لأسرى الحرب بعد خمس سنوات.

## سيرة شخصية
وُلد مومرت في ولاية سكسونيا، وتطوع في جيش الإمبراطورية الألمانية في عام 1914، عند اندلاع الحرب العالمية الأولى. تم تكليفه برتبة ملازم بعد ذلك بعامين  وحصل على وسام الصليب الحديدي من الدرجة الثانية، وهو وسام بروسي.  وترك الجيش بعد انتهاء الحرب ولكن في عام 1936 التحق بهير (الجيش) للفيرماخت. نُشر موميرت في البداية في فوج المشاة الحادي عشر كقائد، وانتقل إلى فوج الفرسان العاشر في عام 1938 برتبة رخيتمستار (قائد سلاح الفرسان). في عام 1939، تم تعيينه قائد AA.256، وهي وحدة استطلاع (وحدة استطلاع) الملحقة بفرقة المشاة. 

### الحرب العالمية الثانية
شارك في الحملات المبكرة لفيرماخت في الحرب العالمية الثانية وبحلول منتصف عام 1940، حصل على الصليب الحديدي وكذلك مشبك الصليب الحديدي، وكلاهما من الجوائز التي أنشأتها ألمانيا النازية.  في يناير 1942، بعد ترقيته إلى مايجور، حصل على الصليب الألماني بالذهب.  وفي قت لاحق من ذلك العام حصل على وسام الفارس الصليبي الحديدي. 